# Walter Crane
Pour les articles homonymes, voir Crane.
Walter Crane (15 août 1845 à Liverpool - 14 mars 1915) est un artiste majeur britannique. Il fut également théoricien, écrivain, et socialiste convaincu. C'est l'un des principaux acteurs du mouvement artistique des Arts & Crafts. D'abord connu comme illustrateur, puis fervent promoteur des arts décoratifs, il a exercé son art dans de nombreux domaines : l'illustration, la peinture, la céramique, le papier peint, la tapisserie, etc.

## Biographie
Il fait son apprentissage chez le graveur William James Linton (1859-1862), et après de multiples travaux d'illustrateur, il ne tarde pas à rencontrer l'imprimeur Edmund Evans, et à collaborer avec lui dans le cadre des livres pour enfants qui font sa célébrité. Fortement influencé par le préraphaélisme ainsi que par John Ruskin, qu'il rencontre à plusieurs reprises et dont il lit les écrits, il ne tarde pas, après sa rencontre avec William Morris au début des années 1870, à se tourner davantage vers les arts décoratifs et le socialisme. Il collabore avec lui, en 1883, à la Merton Abbey. Il est l'un des fondateurs en 1887 (avec William Morris, Edward Burne-Jones, Lewis F. Day, Heywood Sumner, Philip Webb et Onslow Ford) et le premier président de la Arts and Crafts Exhibition Society, et devient Maître de la Art Workers' Guild en 1888-1889.
En tant que socialiste, il écrit (The Claims of Decorative Art, 1892) et illustre de nombreux pamphlets et essais (Cartoons for the Cause. A Souvenir of the International Socialist Workers and Trade Union Congress 1886-1896, 1896), participe à des réunions (il rejoint la Fabian Society en 1885) et des manifestations (il assiste au Bloody Sunday de 1887). Surtout, il tente de promouvoir, avec William Morris et ses suiveurs, un modèle de vie artistique qui soit l'expression des idéaux socialistes : absence de division et de hiérarchie des arts, travail d'atelier mené dans une fraternité libérée des antagonismes de classe, production artisanale éloignée de la logique de rentabilité et de croissance qui est celle de l'industrie.
Après une tournée d'expositions aux États-Unis d'Amérique en 1891-1892, il est engagé de 1893 à 1896 à temps partiel comme Director of Design à la Manchester School of Art, et devient directeur du Royal College of Art de 1897 à 1898.
En 1908, il est membre du premier comité du London Salon organisé par l'Allied Artists' Association.
Sa frise, The Skeleton in armor, exécutée en 1883 pour décorer la maison de Catharine Lorillard Wolfe, a été acquise en 2019 par le musée des Beaux-Arts de Rouen.

## Illustrations
Walter Crane est désormais surtout connu pour ses « toybooks », albums xylographiés en couleur, et qui font sa renommée au début de sa carrière. Les contes de fées traditionnels, comme Le Roi Grenouille ou La Belle et la Bête, ainsi qu'un certain nombre d'abécédaires et de recueils de comptines font l'objet de ses illustrations de 1865 (date de sa rencontre avec Edmund Evans) à 1875 environ.
À partir de 1875, Walter Crane veut s'essayer à d'autres formes d'illustrations, et publie en 1877 un recueil de comptines enfantines plus ambitieux, The Baby's Opera, suivi de The Baby's Bouquet (1878) et The Baby's Own Aesop (1887). Dans ces albums au format carré imprimés en couleur par Edmund Evans, l'artiste est maître de la réalisation du livre dans son ensemble, et non plus simplement des illustrations.
Il tente par la suite de s'éloigner progressivement du livre pour enfants (Household Stories de Grimm en 1882, The Happy Prince and Other Tales d'Oscar Wilde en  1888, A Wonder Book for Girls and Boys de Nathaniel Hawthorne en 1892) pour se consacrer à des ouvrages illustrés pour adultes : ses propres poèmes allégoriques (The Sirens Three en 1886, Flora's Feast, A Masque of Flowers en 1889), mais également les classiques anglais et étrangers (Echoes of Hellas: The Tale of Troy and the Story of Orestes adapté d'Homère et Eschyle en 1887, The Tempest de William Shakespeare en 1893 pour J. M. Dent, The Faerie Queene d'Edmund Spenser en 1894), ou bien encore les œuvres de ses amis (The Story of the Glittering Plain de William Morris en 1894).
Walter Crane signe ses œuvres d'une grue, en anglais « crane ».

## Écrits
En tant que professeur et conférencier, Walter Crane rédige plusieurs textes théoriques, publiés dans la seconde partie de sa carrière sous forme de recueils de conférences ou de manuels à destination des jeunes artistes :
- The Claims of Decorative Art (1892)
- Of The Decorative Illustration of Books Old and New (1896)
- The Bases of Design (1898)
- Line and Form (1900)

Il est également l'auteur d'une autobiographie :
- An Artist's Reminiscences (1907)

## Galerie

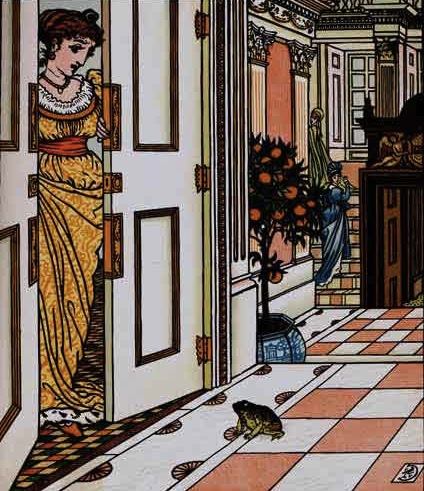
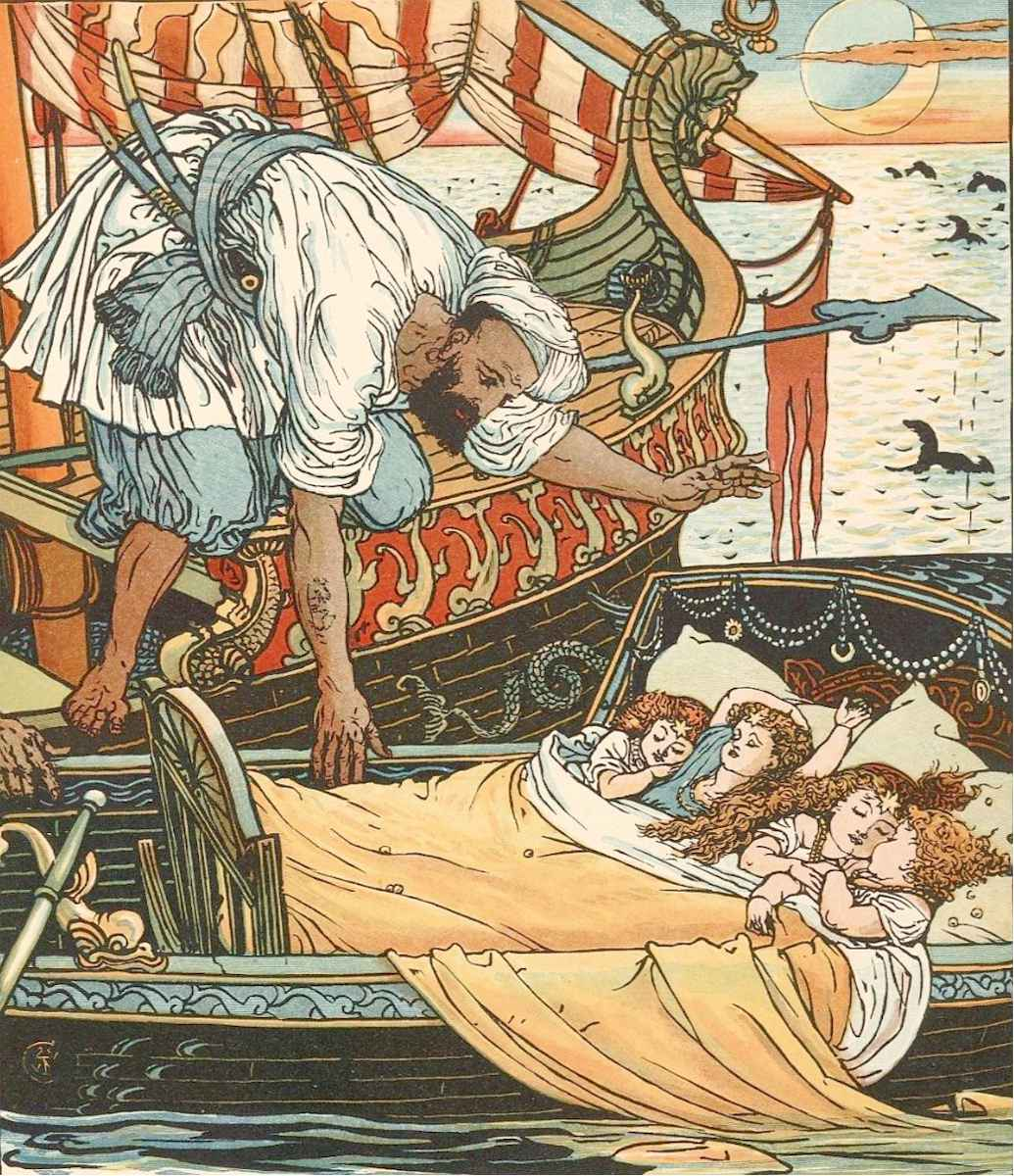
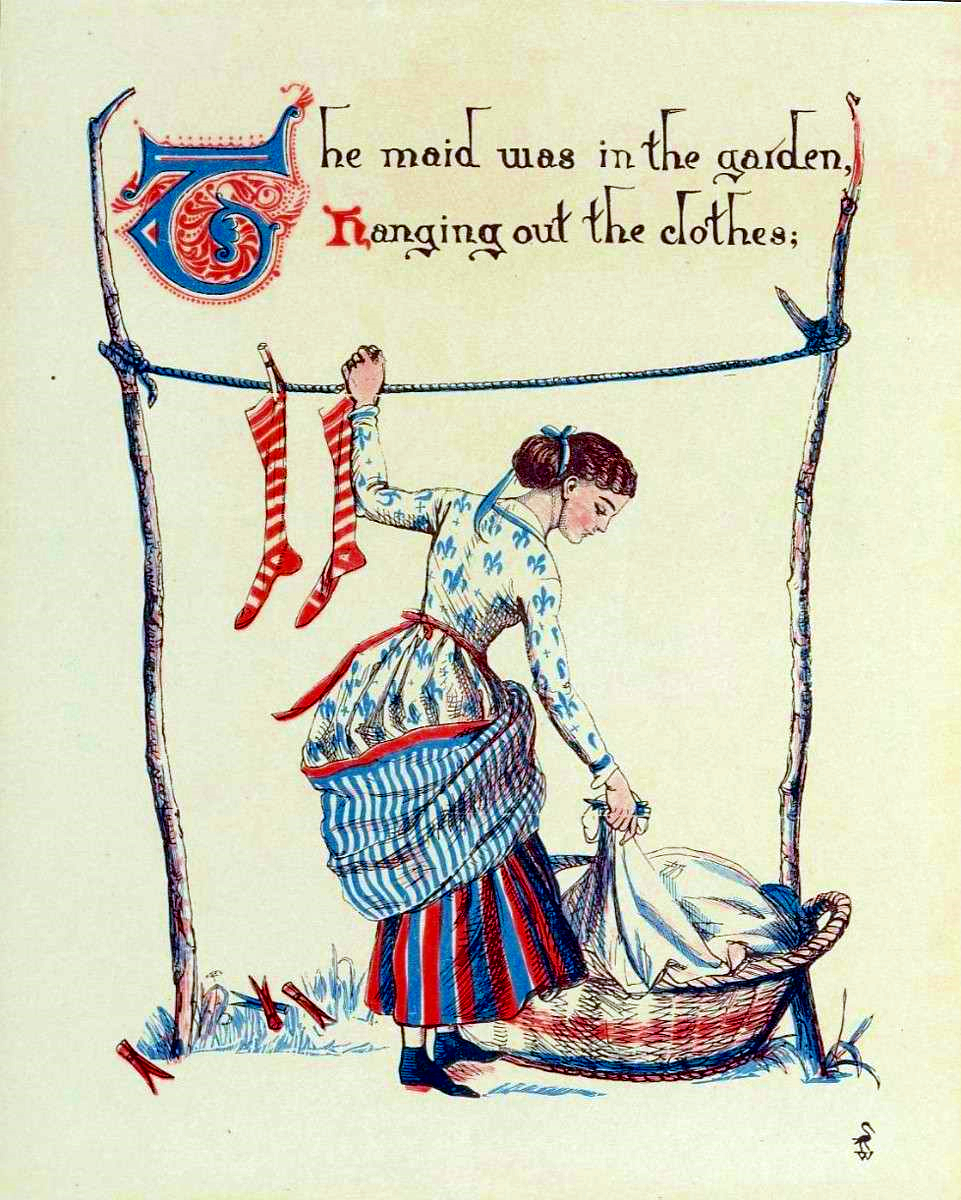
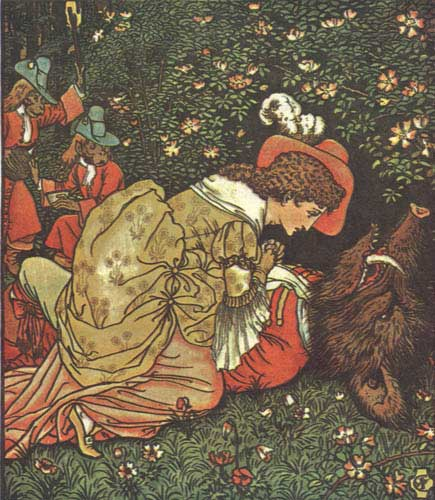
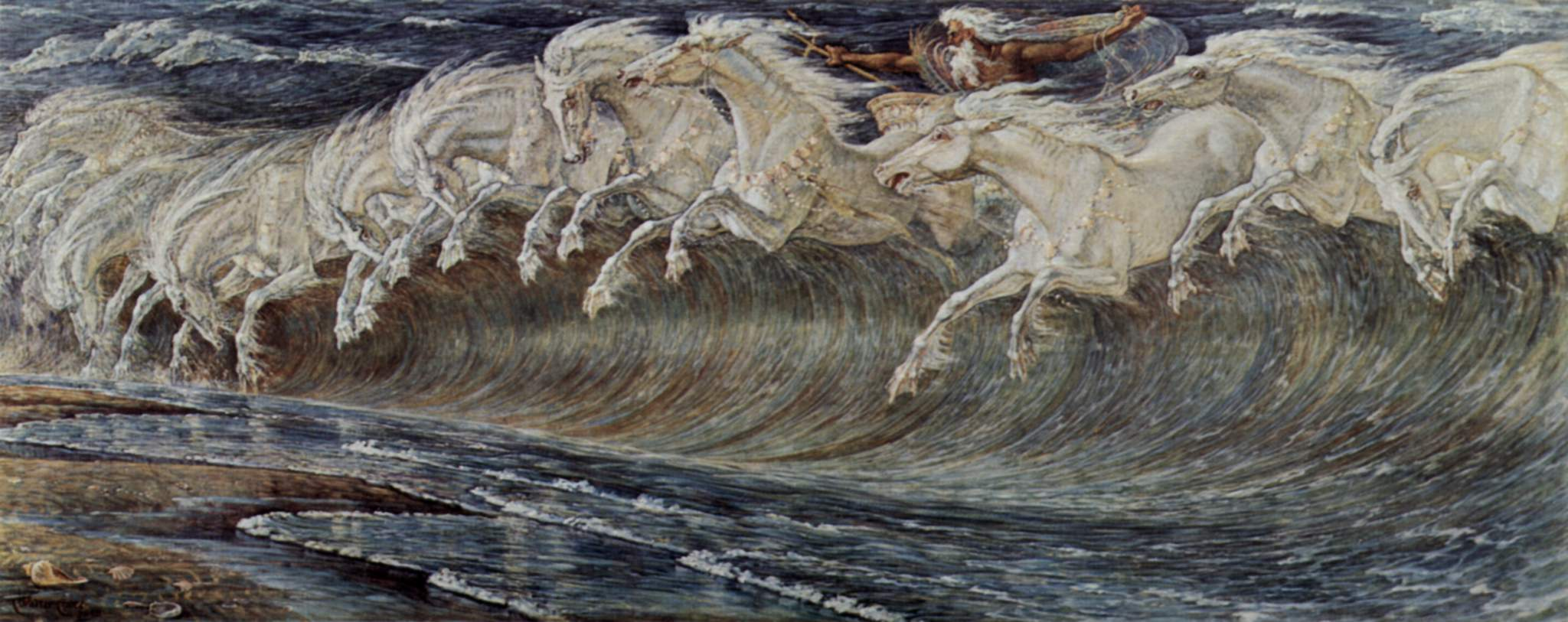
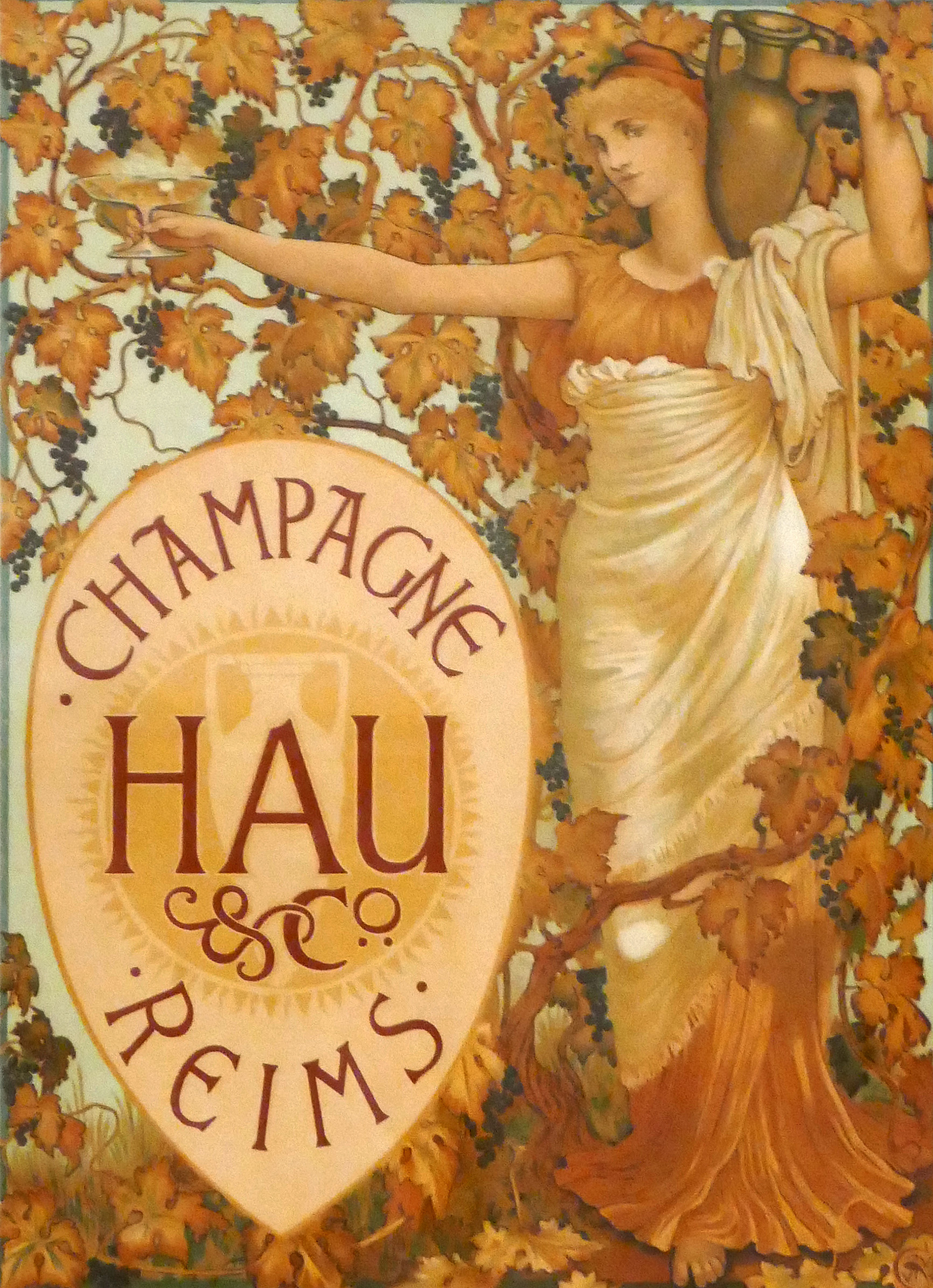
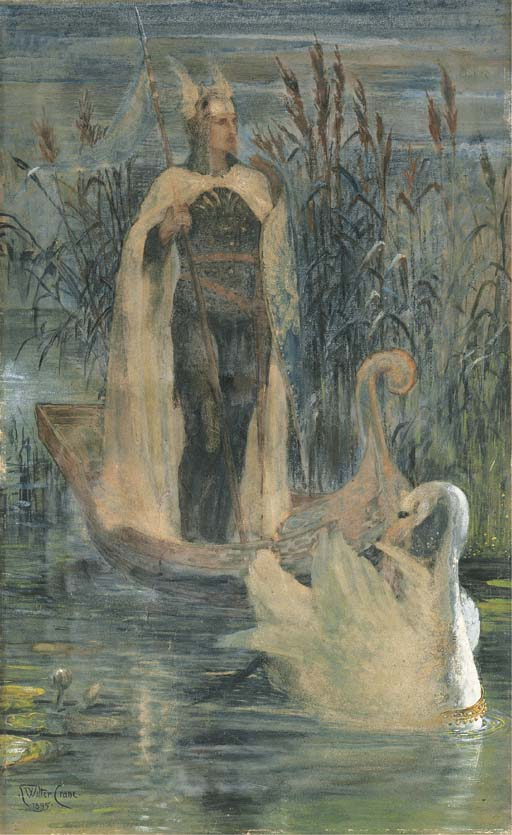
Lohengrin (1895).